# 圣热尼斯代枫丹
圣热尼斯德方丹（法語：Saint-Génis-des-Fontaines，法語發音：[sɛ̃ ʒenis de fɔ̃tɛn] ⓘ）是法国东比利牛斯省的一个市镇，属于塞雷区。

## 地理
圣热尼斯德方丹（42°32'30"N, 2°55'19"E）面积9.9 平方千米，位于法国奧克西塔尼大區东比利牛斯省，该省份为法国大陆部分最南部的省份，涵盖了北加泰罗尼亚，北起奥德省，西接阿列日省和安道尔，南与西班牙接壤，东临地中海。
与圣热尼斯德方丹接壤的市镇（或旧市镇、城区）包括：奥尔塔法、帕洛代勒维德尔、阿尔贝拉地区拉罗克、维勒隆格-代尔斯蒙茨、布鲁亚。
圣热尼斯德方丹的时区为UTC+01:00、UTC+02:00（夏令时）。

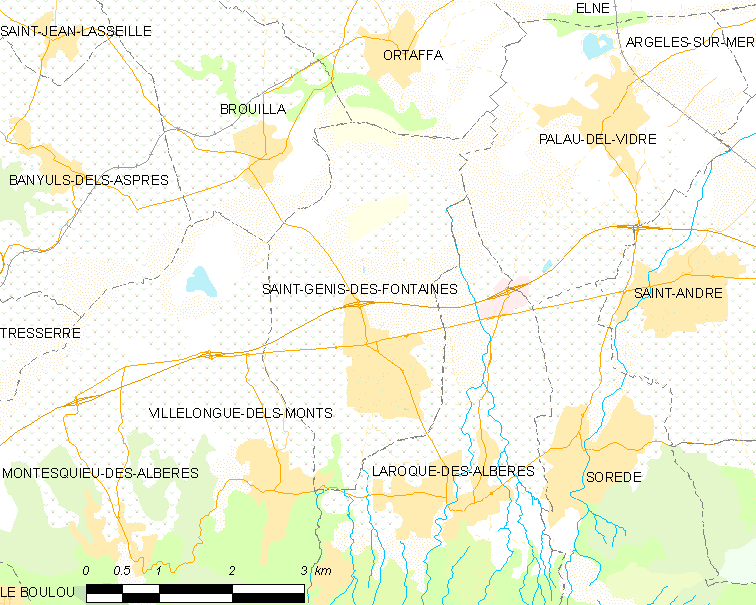
圣热尼斯德方丹的OSM定位图

## 行政
圣热尼斯德方丹的邮政编码为66740，INSEE市镇编码为66175。

## 政治
圣热尼斯德方丹所属的省级选区为瓦莱斯皮尔-阿尔贝拉县。

## 人口

1962-2008年间圣热尼斯德方丹人口变化图示

圣热尼斯德方丹于2022年1月1日时的人口数量为2985人。